# 중석불 사건
중석불 사건(重石弗 事件)은 1952년 6월 이승만 정부가 텅스텐(중석)을 외국에 수출하여 획득한 달러(중석불)를 민간 기업에 싼 값에 매각하여 비료와 밀가루를 들여오게 한 뒤, 이를 농민에게 최대 10배에 달하는 이윤을 남기며 비싼 값으로 팔아 농민에게 심각한 피해를 입힌 경제범죄이다.

## 사건
당시 정부는 중석불로 급하게 비료·양곡 등을 들여오려고 하였는데, 당시 환율의 300배가 넘는 혜택으로 민간업자에게 환율 이득을 주었으며, 수입된 밀가루와 비료를 처분하면서 정부가 판매가격과 판매처 지정에 개입하고 여러 판매 단계를 거치며 민간업자들이 값을 올리며 부당이득을 취하였다. 여기서 취득된 부당이득은 당시 약 550억원에 달하였으며, 이 금액은 대부분 정치자금으로 사용되었을 것으로 추측된다.
당시 국회는 특별 조사단을 구성하여 이 사건을 조사하며 정치적으로 문제를 제기 하였고, 정부불심안까지 제출되었다. 정부에서는 이 사건을 담당했던 농림부 장관을 경질하며 폭리행위를 취한 민간상사에 대해 기소하였다. 그러나 폭리취득죄로 기소된 상인 전원은 무죄 판결을 받아 풀려났으며, 아무런 시정 없이 사건은 종결되었다.